# Werner Gauss
Werner Gauss (* 9. August 1911 in Stettin; † 1990 in Heilbronn) war ein deutscher Journalist, Pressezeichner, Redakteur, Verleger, Publizist, Maler und Autor, der eine Vielzahl von populärwissenschaftlichen Büchern und Beiträgen zu Pommern, Stettin und Heilbronn veröffentlicht hat.

## Leben
Werner Gauss wurde 1911 in Stettin als Sohn des Heilbronner Architekten Gustav Wilhelm Gauss (* 15. Juli 1880 in Heilbronn; † 24. November 1955 in Stralsund) geboren und kam mit 6 Jahren nach Heilbronn. Von 1918 bis 1921 besuchte er das Karls-Gymnasium. Ab 1921 arbeitete er als Redakteur und Pressezeichner bei der Pommerschen Zeitung in Stettin, später als Redakteur in Naugard und Stuttgart, schließlich von 1935 bis 1945 als Redakteur bei der Hohenloher Rundschau in Öhringen.
Im Juli 1945 kam Gauss, der Mitglied der NSDAP und SA-Obersturmführer war, in ein Internierungslager in Kornwestheim, von dort im Dezember 1945 ins Lager Heilbronn im Stadtteil Böckingen, im Februar 1946 wieder nach Kornwestheim. Während seiner Zeit im Lager Heilbronn hielt er seine Eindrücke vom Lager und den Menschen zeichnerisch fest und erstellte Porträts von Gefangenen und Bewachern. 1948 wurde er entlassen. Die Spruchkammer stufte Gauss als minderbelastet ein.
In der Nachkriegszeit war er langjähriger Kulturreferent der Pommerschen Landsmannschaft. Er malte viele Bilder und schrieb für die Heilbronner Abendpost (1949), eine nur wenige Monate erscheinende Nebenausgabe der Fränkischen Nachrichten. 1950 gründete er seinen eigenen Verlag, den Gauss-Verlag. Dort erschienen mehrere Werke über Pommern und zwei Stadtführer über Heilbronn. Er war Mitbegründer des Heilbronner Kunstvereins und des Heilbronner Künstlerbundes. 1954 arbeitete er beim Verkehrsamt der Stadt Heilbronn. Von 1957 bis 1972 gestaltete Gauss das Amtsblatt des Stadt- und Landkreises Heilbronn. 1984 wurde Gauss mit der Verdienstplakette des Volksbunds Deutsche Kriegsgräberfürsorge ausgezeichnet.
Sein jüngster Bruder war der Offizier Jürgen Gauss (* 18. März 1918 in Stettin; † 4. September 1996 in Bad Mergentheim). Darüber hinaus hatte er einen weiteren Bruder, und drei Kinder, von denen nur zwei das Erwachsenenalter erlebten.

## Werke
- Alt-Heilbronn, wie wir es kannten und liebten. Ein Bildband der Erinnerung. Gauss, Heilbronn 1950.
- Liebes altes Stettin, das Antlitz einer nicht vergessenen Stadt. Ein Erinnerungsbuch. Gauss, Heilbronn 1950.
- Das fröhliche Pommernbuch. Volkshumor von der  Waterkant. Gauss, Heilbronn 1951.
- Liebes altes Stettin. Das Antlitz einer nicht vergessenen Stadt. Gauss, Heilbronn 1951.
- Werner Gauss, Else Hoffmann (Hrsg.): Hundert Köstlichkeiten aus der pommerschen Küche. Ein heimatliches Kochbüchlein für den Alltag und für festliche Gelegenheiten. Gauss, Heilbronn 1953.
- Heilbronn, gestern und heute. Gauss, Heilbronn 1954.
- Heilbronn, die Stadt am heiligen Brunnen. Ein Heilbronn-Brevier. Gauss, Heilbronn 1956.